# Saropogon perlatus
Saropogon perlatus là một loài ruồi trong họ Asilidae. Saropogon perlatus được Costa miêu tả năm 1884. Loài này phân bố ở vùng Cổ Bắc giới.